# بيرني كوبيل
بيرني كوبيل (بالإنجليزية: Bernie Kopell)‏ (و. 1933  م) هو كاتب سيناريو، وممثل تلفزي، وممثل أفلام، وممثل مسرحي أمريكي، ولد في بروكلين.

## التعليم
تعلم في ثانوية صالة إيراسموس ‏.

## وصلات خارجية
- بيرني كوبيل على موقع IMDb (الإنجليزية)
- بيرني كوبيل على موقع ألو سيني (الفرنسية)
- بيرني كوبيل على موقع أول موفي (الإنجليزية)
- بيرني كوبيل على موقع قاعدة بيانات الأفلام السويدية (السويدية)
- بيرني كوبيل على موقع إن إن دي بي (الإنجليزية)
- بيرني كوبيل على موقع قاعدة بيانات الفيلم (الإنجليزية)
- بيرني كوبيل على موقع كينوبويسك (الروسية)